# Acción Democrática
Acción Democrática (AD) es un partido político venezolano fundado el 13 de septiembre de 1941 de tendencia socialdemócrata, encabezó la rebelión militar de 1945, y junto con Copei —en un principio con URD — fue uno de los tres partidos firmantes del Pacto de Puntofijo en 1958, un acuerdo de gobernabilidad democrática entre los partidos políticos pocos meses después del derrocamiento del dictador Marcos Pérez Jiménez. La dirección del partido se encuentra disputada entre Henry Ramos Allup, secretario general desde 2000 tras una sentencia judicial a su favor, y José Bernabé Gutiérrez, desde 2020, designado también tras otra sentencia judicial del Tribunal Supremo de Justicia.
En las posteriores elecciones, los presidentes Rómulo Betancourt, Raúl Leoni, Carlos Andrés Pérez, y Jaime Lusinchi fueron elegidos como candidatos del partido, convirtiéndose en el partido que más tiempo ha gobernado en Venezuela, acumulando 27 años de gobierno. AD fue el partido hegemónico de la democracia venezolana entre 1958 y 1993, enraizándose fuertemente en la sociedad venezolana, dominando organizaciones sindicales, estableciendo amplias redes clientelares e instaurando una fuerte burocracia partidista a lo interno del Estado, que a la larga afectaría su popularidad como partido. Durante esta etapa, AD mantuvo un dominio electoral especialmente en la región llanera, nororiental, Guayana y en las zonas de clase media baja y baja de las principales áreas urbanas. Desde la destitución de Carlos Andrés Pérez en 1993, AD no ha vuelto a ocupar el gobierno del país, mientras que las elecciones parlamentarias y regionales de 1998 marcan la última vez que el partido ganó una elección nacional.
En las elecciones parlamentarias de 2015 celebradas el 6 de diciembre, donde formó parte de la Mesa de la Unidad Democrática (MUD), coalición que logró captar una mayoría calificada, AD obtuvo 26 representantes de 167 escaños en la Asamblea Nacional, siendo la segunda mayor fuerza de la coalición después de Primero Justicia. En las elecciones regionales de 2017, el partido consiguió cuatro gobernaciones, su máximo histórico desde 1998. El Tribunal Supremo de Justicia de Venezuela designó el 15 de junio de 2020 una directiva ad hoc presidida por Bernabé Gutiérrez, integrante expulsado por acusaciones de corrupción, medida que no es reconocida por la directiva electa de la organización. Tras estas acciones, la dirección nacional del partido decide cambiar el logo de color blanco a negro; para así diferenciar la directiva legítima e ilegítima, decisión utilizada décadas atrás. Aun así, la directiva de Gutiérrez mantiene el control de la tarjeta de AD en la boleta electoral, administra la sede en La Florida, y sus acciones legales son reconocidas por la justicia venezolana, por lo que actualmente la dirección del partido se encuentra disputada.
El 28 de diciembre de 2022 el Tribunal Supremo de Justicia (TSJ) dio por concluido el proceso de reestructuración del partido Acción Democrática (AD), considerando que tomó esa decisión a raíz de una acción de amparo interpuesta por dos militantes del mismo partido. No obstante, la facción liderada por Henry Ramos Allup mantiene su reclamo como representantes legítimos del partido.

## Historia

### Inicios

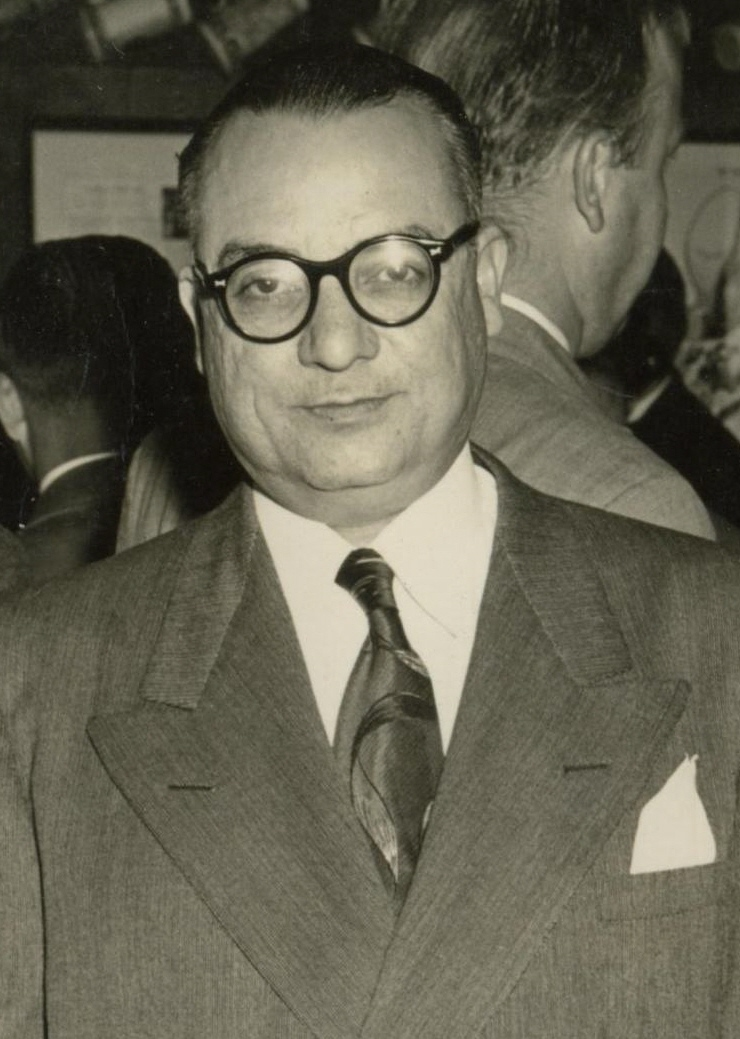
Rómulo Betancourt en 1946.

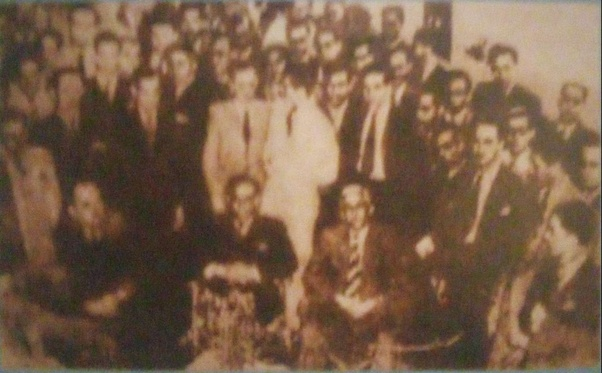
Dirigentes del Partido Democrático Nacional en el acto de fundación de Acción Democrática.

El antecedente más lejano de Acción Democrática fue la Agrupación Revolucionaria de Izquierda (ARDI) constituida en Barranquilla, Colombia, por Rómulo Betancourt y otros exiliados venezolanos (1931). ARDI se constituyó como un grupo político —y no como un partido—, el Plan de Barranquilla, que fue en esencia el programa político de ARDI, previo diagnóstico de la realidad nacional, defendió, además de la necesidad de una revolución social, un programa de acción que implicaba, entre otras cosas, luchar contra el caudillismo militarista y convocar a una Asamblea Nacional Constituyente para que decidiera la suerte política del país. El 1 de marzo de 1936, en un acto en Nuevo Circo, Caracas, la ARDI se convierte en el Movimiento de Organización Venezolana, dirigido por Mariano Picón Salas, Alberto Adriani, Rómulo Betancourt y Raúl Leoni.
Poco tiempo después, el Movimiento de Organización Venezolana (ORVE), dio paso al Partido Democrático Nacional (PDN). Después surgió Acción Democrática (AD), creado en 1941, en torno a la candidatura presidencial del escritor Rómulo Gallegos, siendo sus fundadores además de él: Rómulo Betancourt, Andrés Eloy Blanco, Luis Alfaro Ucero, Gonzalo Barrios, Luis Beltrán Prieto Figueroa, Juan Oropeza, Juan Oropeza Riera, Leonardo Ruiz Pineda, Jesús Ángel Paz Galarraga, Virgilio Cayama, Martín Antonio Rangel, Domingo Figallo Amarista, Tirso Salaverria y José Manuel Hernández entre otros. Ese mismo año, se realizan elecciones indirectas —en el Congreso—, donde resulta elegido Isaías Medina Angarita, Rómulo Gallegos de AD, obtiene 13 votos.

### Trienio Adeco

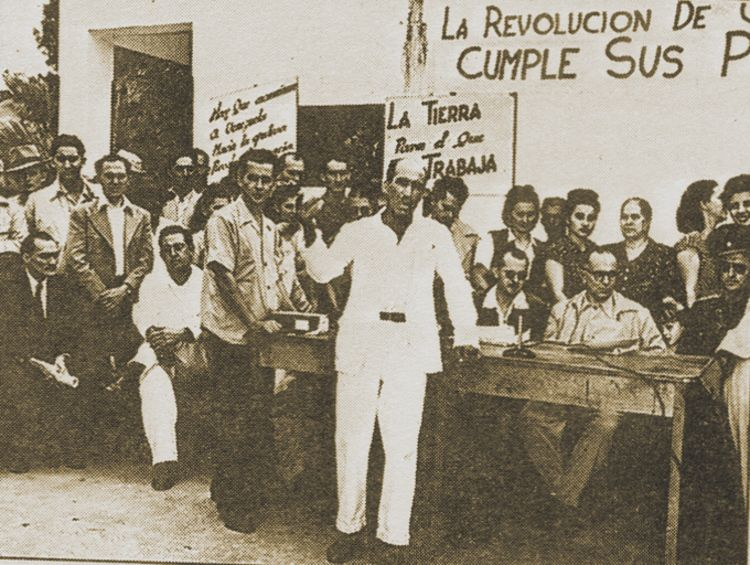
Manifestaciones de Acción Democrática en 1945.

El gobierno de Isaías Medina Angarita permitió plenas libertades a los partidos de izquierda, tal es el caso de Acción Democrática, sin embargo, el reclamo de los líderes del partido eran que se realizaran elecciones presidenciales libres, puesto a que solo podrían votar los mayores de 21 años y que supieran leer y escribir —el 10% de la población—. El 18 de octubre de 1945, los militares y civiles encabezan un golpe de Estado, liderado por Rómulo Betancourt y Marcos Pérez Jiménez, y con importante actuación del militar Carlos Delgado Chalbaud. El golpe resulta exitoso y se instala una junta de gobierno hasta la convocatoria de elecciones libres, posteriormente, en 1946, la junta convoca una Asamblea Constituyente, cuyos miembros se elegirían mediante elección popular.

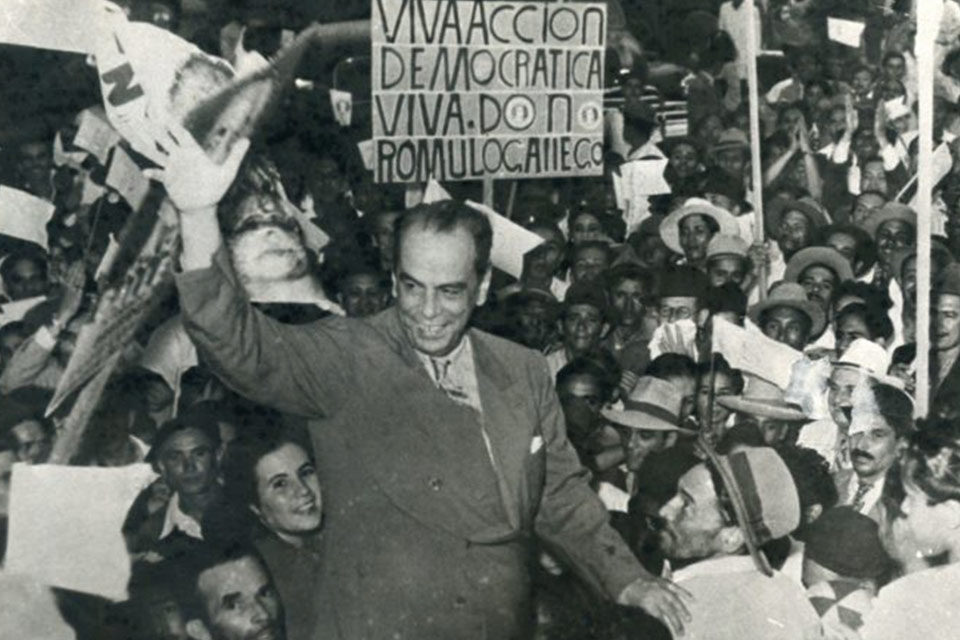
Campaña presidencial de Rómulo Gallegos en 1947.

En 1947 se realizan las primeras elecciones presidenciales libres del país, donde AD postuló a Rómulo Gallegos resultando electo con el 74,47% de los votos, siendo Rafael Caldera —de Copei— y Gustavo Machado —del PCV—, sus rivales. De la misma manera Acción Democrática gana las elecciones municipales de Venezuela de 1948.
El 24 de noviembre de 1948, poco tiempo después de instalarse el gobierno de Rómulo Gallegos, Carlos Delgado Chalbaud encabeza un golpe de Estado, encarcelando a Rómulo Gallegos —quien huiría del país el 5 de diciembre—, instalando una junta de gobierno integrada por Chalbaud, Marcos Pérez Jiménez y Luis Llovera.

### Dictadura militar

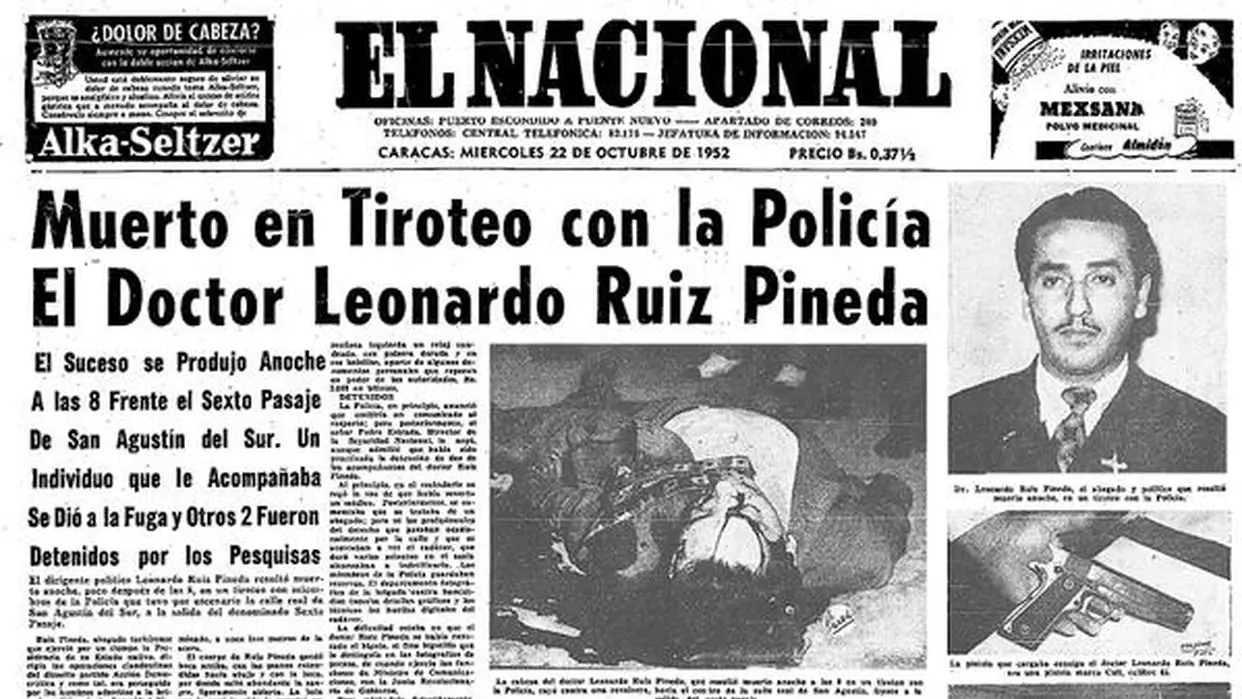
Secretario general de Acción Democrática Leonardo Ruiz Pineda asesinado por la Dirección de Seguridad Nacional.

Los militares que perpetraron el golpe, instalaron una junta militar, y el 7 de diciembre de 1948 ordena la disolución absoluta de Acción Democrática, y el partido pasa a la clandestinidad. Sus miembros fueron perseguidos por la Dirección de Seguridad Nacional. En 1957 junto a otros partidos como Copei, Unión Republicana Democrática y el Partido Comunista de Venezuela conforman la Junta Patriótica, una organización clandestina, opositora a la dictadura de Pérez Jiménez.
El 4 de noviembre de 1957, Pérez Jiménez anunció al Congreso de la República su intención de sustituir las elecciones presidenciales de ese año por un plebiscito para definir si continuaba al frente del gobierno 5 años más. La Junta Patriótica rechazó la medida en una carta dirigida a las Fuerzas Armadas, ya que consideraba que se violaba la constitución al negarse el derecho de los venezolanos a elegir al presidente de la nación. La oposición representada en la Junta Patriótica comenzó a plantear la salida de Pérez Jiménez del poder. Se convocó a un paro general el 12 de diciembre en protesta contra el plebiscito de 1957 que era considerado por la junta como una farsa electoral. La huelga es finalmente diferida, pero la junta sigue con los mítines relámpago en las puertas de las fábricas y en zonas residenciales. /> La junta también continuó los contactos con los militares descontentos. El 18 de diciembre comenzó a operar la voz de la Junta Patriótica, una radio clandestina de poco alcance.
El 1 de enero de 1958, un grupo de militares se alzaron contra el gobierno, sin embargo, este intento falló y fueron encarcelados, esto generaría un descontento en las fuerzas armadas. El 23 de enero de 1958, un otro grupo de militares rebeldes —liderados por Wolfgang Larrazábal— encabezarían un golpe de Estado al que se le unirían los civiles, logrando derrocar la dictadura de Marcos Pérez Jiménez, asimismo, Larrazábal asume como presidente encargado de Venezuela.

### Retorno a la democracia

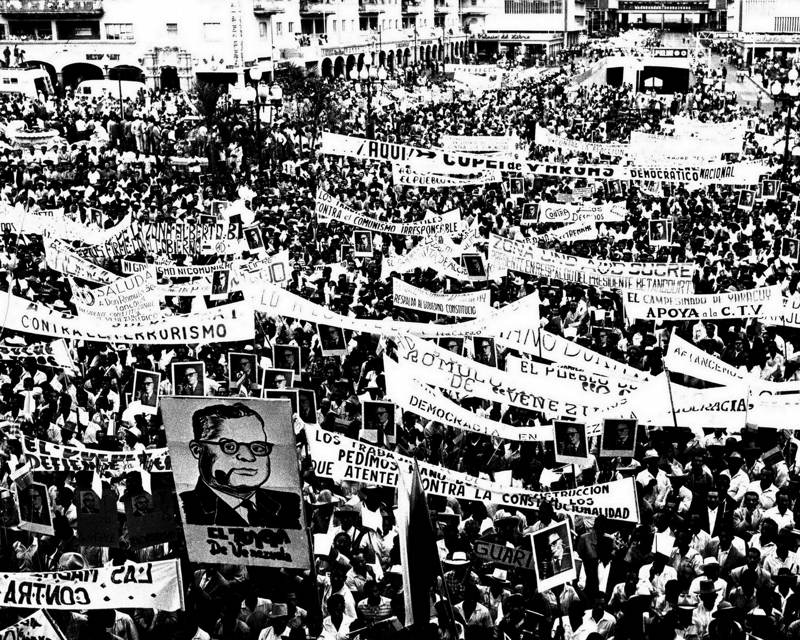
Cierre de campaña electoral de Rómulo Betancourt en 1958.

El 31 de octubre de 1958, Jóvito Villalba, Rómulo Betancourt y Rafael Caldera representantes de URD, AD y Copei respectivamente firman el Pacto de Puntofijo, que consistía en formar un gobierno de unidad nacional, y una convivencia democrática, así como el reconocimiento a los resultados electorales, el Partido Comunista, al ser excluido del pacto, optó por emprender una lucha armada, conformando las Fuerzas Armadas de Liberación Nacional (FALN). Ese mismo año, la junta de gobierno convoca elecciones presidenciales, elección en la AD postula a Rómulo Betancourt —su líder—, quien resulta elegido con el 49,18%, y obtiene la mayoría parlamentaria con 32 senadores (de 51) y 78 diputados (de 132). En 1962, debido a diferencias respecto a las relaciones exteriores del gobierno de Betancourt —y las mejoras de las relaciones diplomáticas con Estados Unidos—, la Unión Republicana Democrática (URD) se retira del pacto. En 1963 se celebran nuevamente elecciones en Venezuela, donde la popularidad de Copei asciende, de la misma manera, la popularidad de Acción Democrática se merma con la aparición de otros movimientos políticos como el Frente Nacional y Fuerza Democrática Popular. Raúl Leoni, abanderado de AD, resulta elegido con el 32% de los votos, y en 1964 inicia su gobierno, considerado un gobierno "moderno y eficiente", enfrentó las luchas armadas llevadas a cabo por las guerrillas comunistas, y un intento de invasión cubana en 1967. En 1969, un grupo armado guyanés, acontecimiento denominado Rebelión de Rupununi intentó unirse a Venezuela.
En 1968, un grupo de AD contrario a Gonzalo Barrios, abandona el partido para fundar el Movimiento Electoral del Pueblo, con Luis Beltrán Prieto Figueroa como candidato presidencial. En las elecciones presidenciales de 1968, Acción Democrática pierde las elecciones —con un margen de diferencia menor a 1%— resultando electo Rafael Caldera, de Copei, siendo el primer presidente de oposición en 10 años de gobierno de AD, sin embargo obtuvo la mayoría parlamentaria. En 1973, Acción Democrática postula al diputado Carlos Andrés Pérez a la presidencia de la República, resultando electo con el 48% siendo unas elecciones polarizadas, dando inicio al bipartidismo junto con Copei. Pérez mantuvo la política económica intervencionista que se había aplicado en Venezuela desde 1936. Durante los dos primeros años de su gobierno intentó aplicar una política de Pleno Empleo y otorgó por medio de la llamada Ley contra despidos injustificados de 1974, un poder inmenso a la representación sindical. Esto dio como resultado un gran crecimiento de liquidez circulante e impactó el consumo hasta 1977. Hasta el año 1979, la economía nacional tuvo un alto flujo de dinero, pero ya era necesaria una devaluación de la moneda. Debido a la Revolución Islámica en Irán, esto se postergó hasta el año 1983. Como la tasa de cambio del bolívar frente al dólar no había sido ajustada, se vivía una situación irreal y el bolívar estaba sobrevaluado.

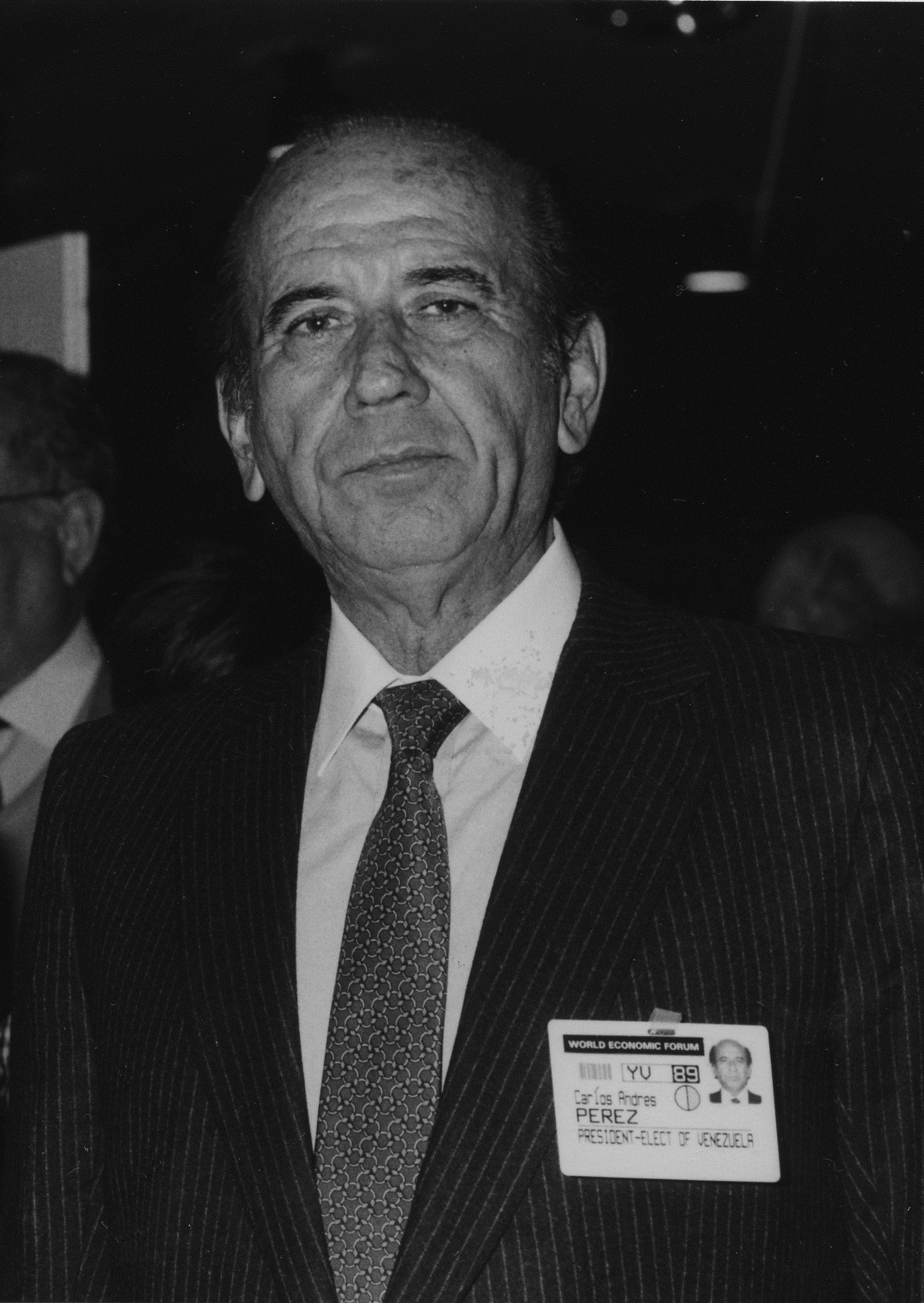
Carlos Andrés Pérez, presidente de Venezuela (1974-1979 y 1989-1993)

En 1978, la estructura de Acción Democrática se compone con Carlos Andrés Pérez como secretario general y con Luis Piñerúa como secretario de Organización. Piñerúa sería elegido candidato presidencial de AD para las elecciones de 1978, sin embargo, Luis Herrera Campíns, de Copei, obtendría el triunfo. A pesar de no lograr la presidencia, AD obtuvo mayoría parlamentaria en el Congreso. En 1979 se realizan elecciones municipales donde AD obtiene una reducida votación, un 30% —Copei obtuvo el 49%—. El gobierno de Herrera enfrentó una crisis económica que empezó durante el denominado «viernes negro» debido a la devaluación del Bolívar.
En las elecciones presidenciales de 1983, Jaime Lusinchi se proclama candidato de Acción Democrática, con el eslogan «Lusínchi» en medio de la mermada popularidad del partido rival, Copei, la promesa de mejorar la economía se hizo presente en la campaña, que, según el diario El País, estuvo llena hasta de insultos personales entre los candidatos. Según las encuestas, Lusinchi se mantuvo durante casi toda la campaña con una diferencia del 15 puntos sobre Rafael Caldera. Lusinchi gana la presidencia, con el 56% de los votos, con 22 puntos porcentuales arriba de Rafael Caldera, quien obtuvo el 34%. Durante el gobierno de Jaime Lusinchi, los precios internacionales del petróleo descendieron, asimismo, fue acusado de tráfico de influencias atribuidas a la asignación de dólares preferenciales a funcionarios públicos, debido al control de cambio impuesto en 1983. En universidades como la Universidad Central de Venezuela, Universidad de Carabobo y la Universidad de Aragua, entre otras, los estudiantes encabezaron protestas antigubernamentales.

Respuesta militar durante el Caracazo.

El expresidente Carlos Andrés Pérez anunciaría su precandidatura presidencial por el Acción Democrática por segunda vez en las elecciones de 1988, con una amplia popularidad debido a la bonanza económica de su gobierno. Pérez competía con el candidato de Copei, Eduardo Fernández. El partido AD realizó elecciones primarias en 1987 donde resulta elegido el precandidato Carlos Andrés, logrando vencer a Octavio Lepage. Pérez resulta elegido en las elecciones presidenciales de 1988, con un 52% de los votos y 97 diputados y 22 senadores. El gobierno de Pérez inicia el 2 de febrero de 1989, y a los 14 días anuncia una serie de medidas económicas denominadas "el paquetazo" que se resumía en el aumento de la gasolina, el pasaje, la canasta básica entre otros, que, a los poco días generaría protestas en todo el país, especialmente en Caracas. El 27 de febrero de 1989 en la madrugada, miles de personas en Guarenas empiezan a saquear los comercios de la ciudad. Posteriormente en la mañana se extienden las protestas y saqueos en Caracas, denominado el Caracazo, las tropas de la Guardia Nacional salen a controlar la situación, donde mueren 300 personas, según las cifras oficiales. Cientos de muertos sin identificar fueron enterrados en los cerros de Caracas, en fosas comunes denominadas «La Peste», esto debido al hedor a cadáveres. El 3 de diciembre de 1989, se realizan las primeras elecciones para elegir a alcaldes y gobernadores del país, Acción Democrática obtiene la mayoría de votos y 11 gobernaciones (de 20). El 4 de febrero de 1992, el militar Hugo Chávez, encabeza un golpe militar contra el presidente Pérez, los golpistas, miembros de un grupo militar llamado "MBR-200" no lograron su objetivo y fueron encarcelados, en el golpe participó Francisco Arias Cárdenas —quien tres años después sería gobernador de Zulia—. Otra intentona golpista sucede en noviembre de 1992. En 1993, debido a escándalos por corrupción, Pérez fue destituido y sometido a juicio, donde resultó culpable, siendo encarcelado el 19 de mayo de 1994.
Claudio Fermín fue postulado candidato presidencial en las elecciones de 1993 por Acción Democrática, en medio de una crisis de los partidos tradicionales, que "abriría las puertas" a un multipartidismo, pues, Copei enfrentaba una división y AD la destitución de su líder. La elección tendría 4 contendientes importantes y "atípicos": Rafael Caldera, fundador de Copei, postulado por Convergencia; Andrés Velásquez, postulado por LCR; Oswaldo Álvarez, postulado por Copei, y Claudio Fermín. Caldera gana por segunda vez las elecciones con 30% de los votos, Fermín obtiene un 23%. En las elecciones regionales de 1995, AD obtiene un 34% de los votos y 12 gobernaciones (de 23).

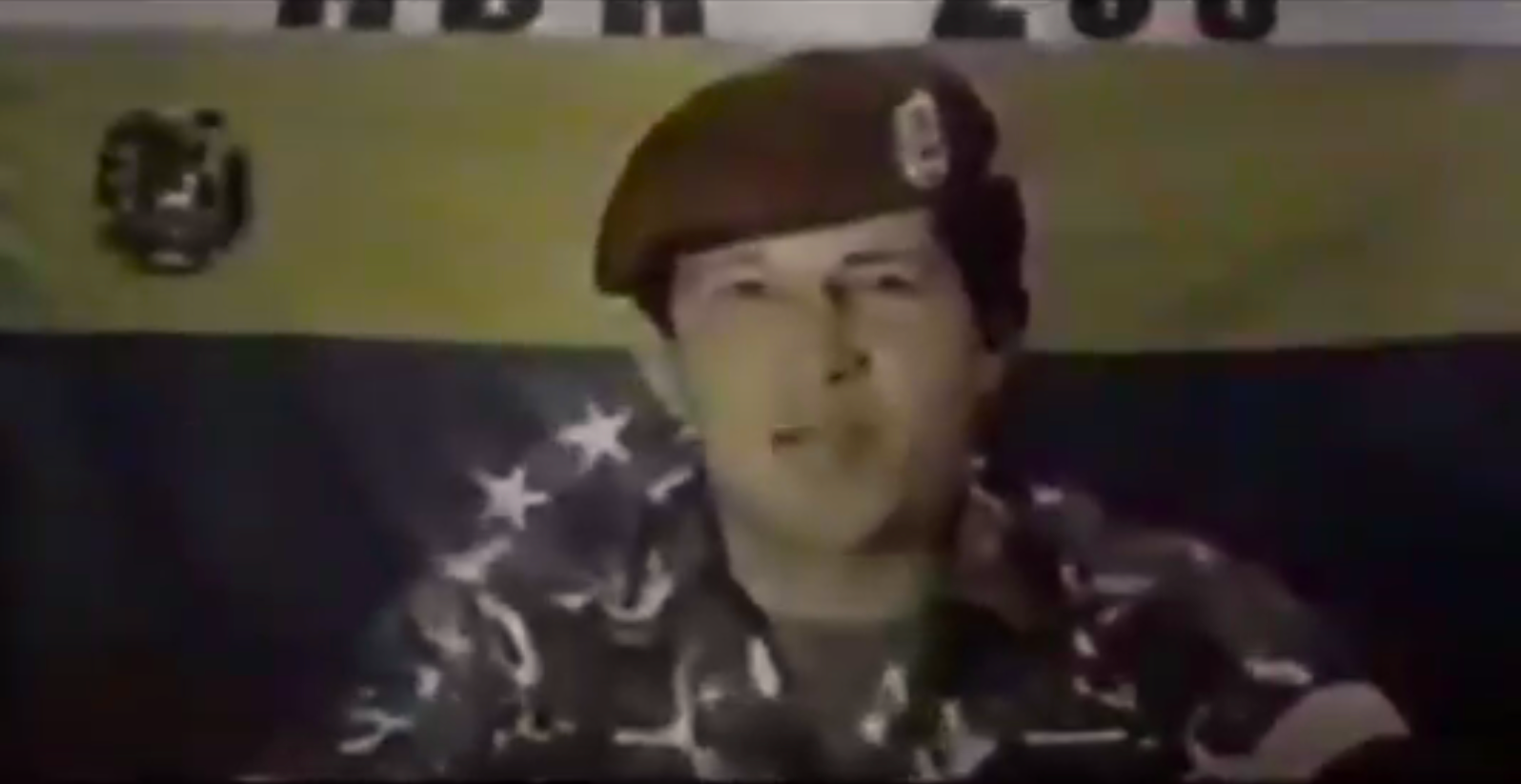
Hugo Chávez, militar líder del primer intento de Golpe de Estado, quien 7 años después sería presidente de Venezuela.

En 1998 se inicia una nueva campaña presidencial, donde Irene Sáez de Copei puntea la encuestas, mientras que AD a principios de año aun no había elegido candidato. La popularidad de Acción Democrática desciende, mientras que otros candidatos como Hugo Chávez, del MVR y Henrique Salas Römer de Proyecto Venezuela, no alcanzan el 10% en los sondeos. Sáez afirma que buscará un consenso con el MAS para fortalecer su campaña, sin embargo, mientras más se acerca la elección, la popularidad de Salas Römer y Chávez asciende, y los partidos de izquierda formaron una coalición con Chávez denominada “Polo Patriótico”. El 8 de noviembre de 1998 se realizan elecciones parlamentarias en las que, a pesar de AD obtuvo la mayoría de votos como partido, la coalición Polo Patriótico obtuvo la mayoría como coalición; asimismo, AD se convierte en el primer partido político en el Congreso —con 61 diputados y 21 senadores—, pero como segunda fuerza política. Acción Democrática postula a Luis Alfaro Ucero como su candidato presidencial. AD y Copei por primera vez en su historia retiran el apoyo a sus candidatos, esta vez para dárselo a Salas Römer e intentar ganar la elección, designando a Lewis Pérez como secretario general, sin embargo, Hugo Chávez gana la elección con el 56% de los votos. AD obtiene el 9% de los votos, significando la ruptura definitiva de AD y Copei como partido hegemónicos.

### SigloXXI
Después de 47 años con presencia en el antiguo Congreso de la República desde 2005 y hasta 2010 Asamblea Nacional, Acción Democrática no contaba con presencia en el parlamento nacional tras haberse retirado conjuntamente con la coalición de partidos políticos anti-chavistas de las elecciones parlamentarias de 2005 y haber llamado a la abstención en aquellos comicios. 
En las elecciones parlamentarias de Venezuela de 2005 AD presentó su propia tarjeta, pero el líder del partido Henry Ramos Allup, junto a muchos otros dirigentes de otros partidos políticos de la oposición a Hugo Chávez, llamaron a toda la ciudadanía opositora a abstenerse de votar en estas elecciones para así invalidar las mismas y permanecer con la representación opositora actual que era de aproximadamente 70 de los 165 curules (de los cuales 33 eran de AD). Pero el CNE, con apenas una participación del 25,26% a nivel nacional no invalidó las elecciones y la oposición venezolana se quedó con 0 curules de 165, dándole así mayoría absoluta en el ente parlamentario al oficialismo.

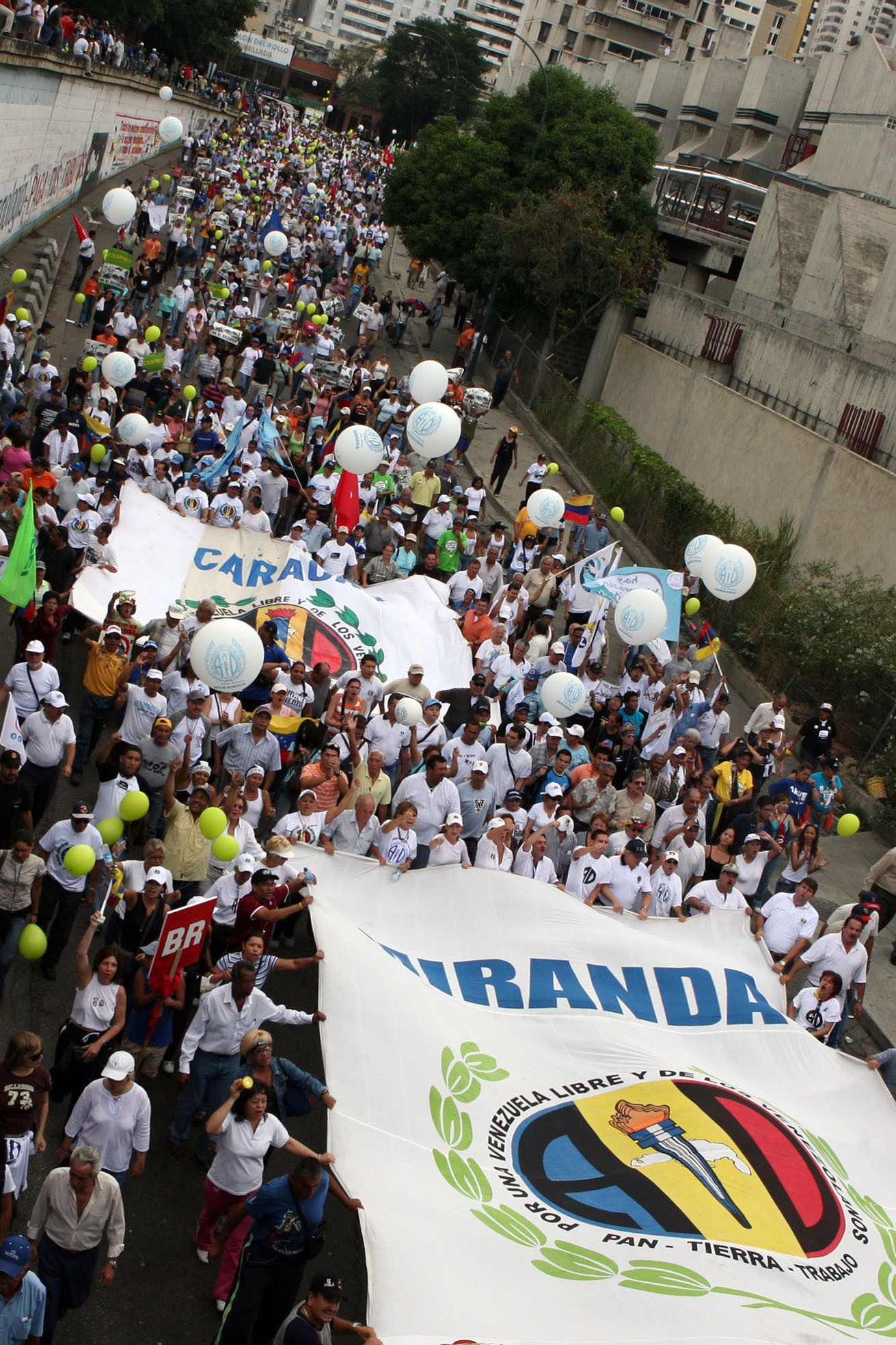
Simpatizantes de Acción Democrática, en contra del fin de la concesión de RCTV en mayo de 2007.

En las Elecciones presidenciales de Venezuela de 2006 AD no presentó tarjeta y llamó a abstención. Manuel Rosales, candidato presidencial de oposición, no fue respaldado por la tarjeta de dicho partido. El candidato Rosales, dirigente de Un Nuevo Tiempo, antes del año 2000 fue dirigente adeco, llegando a ocupar cargos en el estado Zulia con su entonces partido: Acción Democrática.
Desde 2008 forma parte de la coalición opositora denominada Unidad Nacional, con la que participó en las elecciones regionales de Venezuela de 2008. En 2008 resultó también ser el primer partido opositor en esas elecciones en 14 de los 23 estados del país, los cuales son: Estado Anzoátegui, Apure, Barinas, Cojedes, Falcón, Guárico, Lara, Mérida, Monagas, Nueva Esparta, Portuguesa, Sucre, Delta Amacuro y Vargas. En estas elecciones el Partido del Pueblo obtuvo 798.674 votos, lo que representa el 7.23% del total de los votos a nivel nacional, convirtiéndose así en el tercer partido más votado a nivel nacional y el segundo más votado de la coalición opositora.
A partir de 2010 Acción Democrática gana curules en elecciones para la asamblea nacional (antiguo congreso) en coalición con la Mesa de la Unidad Democrática (MUD) obteniendo 14 diputados y 13 suplentes. Con el eslogan «Venezuela necesita tu voto» y con una serie de propuestas legislativas, postulan junto alianza de partidos contrarios al actual gobierno de Venezuela sus candidatos. En estas elecciones obtuvo 924.339 votos, lo que representa el 8.17% de los votos válidos y lo convierte en el cuarto partido venezolano más votado, y a la vez lo convierte en el tercer partido de la coalición MUD, al acaparar el 17.33% de los votos de la misma.
Acción Democrática, como partido miembro de la Unidad Democrática, debía lanzar un candidato interno del partido o hacerse partido de coalición de alguno de los candidatos ya postulados a las elecciones primarias de la Unidad para posiblemente llevar a su candidato a ser el adversario a Hugo Chávez en las presidenciales de ese año.
El abanderado adeco hubiera sido Henry Ramos Allup, pero la dirigencia interna del partido prefirió sumarse a alguno de los candidatos presidenciales de las primarias, y la disputa se encontraba entre Antonio Ledezma y Pablo Pérez, aunque también había posibilidades menores de que el abanderado de AD fuera Henrique Capriles, Leopoldo López o María Corina Machado.
El Comité Ejecutivo Nacional (CEN) realizó una reunión extraordinaria en su sede de La Florida realizada el 27 de octubre, fecha del natalicio del presidente Carlos Andrés Pérez, en donde tenían como punto único la escogencia del apoyo del partido a algún precandidato presidencial para las primarias que se celebraron el 12 de febrero de 2012. En la reunión intervinieron la presidenta Isabel Carmona de Serra, el secretario general Henry Ramos Allup y todos los secretarios seccionales del partido, incluyendo a Williams Dávila, Ángel Medina y César Rincones. En dicha reunión el secretario general Henry Ramos Allup anuncia que por votación del CEN de manera unánime, el abanderado de AD a las primarias de la Unidad Nacional sería el gobernador del estado Zulia, Pablo Pérez Álvarez.
Después de las elecciones primarias, tras haber perdido Pablo Pérez Álvarez las elecciones primarias, el partido se sumó a la campaña de Henrique Capriles Radonski quedando como el candidato unitario. Desde entonces, todos los partidos políticos que conforman la Unidad Democrática respaldaron la candidatura de Henrique Capriles, quien se convirtió en el adversario de Hugo Chávez para dichas elecciones. Las elecciones se efectuaron el 7 de octubre tal como lo previsto, pero los resultados no fueron favorables para la llegada de Capriles a la presidencia.
En las elecciones regionales de Venezuela de 2012 efectuadas el 16 de diciembre de ese año, AD vuelve a presentar su propia tarjeta, la cual se encuentra abajo y a la derecha, apoyando a casi todos los candidatos del bloque de la unidad, salvo a Liborio Guarulla, quien fue suplido en la tarjeta por Magno Barros para Amazonas. En esta elección después de la derrota del 7 de octubre, Acción Democrática mantiene una posición firme en un esfuerzo en consolidarse nuevamente como el primer partido de oposición. Aunque 22 de los 23 candidatos de la Unidad fueron respaldados por AD, sólo 2 de ellos resultaron elegidos para un período de 4 años: Henrique Capriles en Miranda y Henri Falcón en Lara. Guarulla también ganó, pero no fue respaldado por AD. En el caso de estado Anzoátegui con Antonio Barreto Sira, quien es dirigente de AD y era la mayor apuesta de AD en estas elecciones, también perdió la gobernación de dicha entidad.

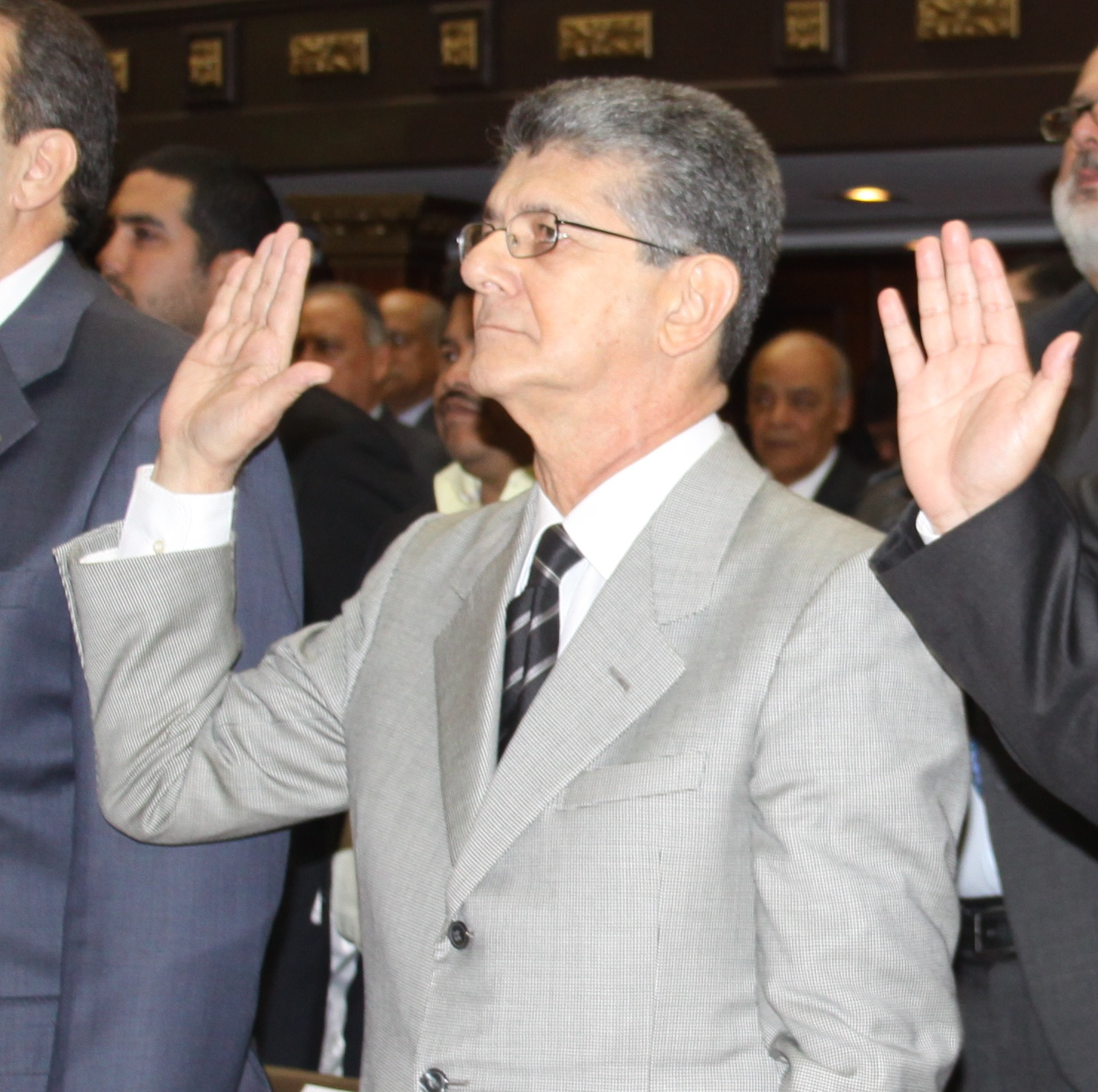
Henry Ramos Allup líder del partido.

Tras el fallecimiento del presidente Hugo Chávez en marzo de 2013, el Consejo Nacional Electoral convoca nuevas elecciones presidenciales y Acción Democrática respaldó nuevamente la candidatura de Henrique Capriles a la presidencia de la República por la tarjeta de la MUD, esta vez contra Nicolás Maduro, candidato del Gran Polo Patriótico quien terminaría resultando electo.
En las elecciones municipales de Venezuela de 2013 celebradas el 8 de diciembre de 2013, luego de ser cambiada de fecha en cuatro oportunidades y con un año de retraso con respecto a la convocatoria, la cual debió hacerse en diciembre de 2012 cuando se cumplían los cuatro años exactos de período constitucional que establece la Constitución de la República Bolivariana de Venezuela para los Alcaldes y Alcaldesas Municipales y Metropolitanos, más aún en dicha elecciones se renovaron los cargos de concejales municipales los cuales tenían nueve años en funciones, con cinco años de período vencido.
Para estas elecciones, el partido postuló tal cantidad de candidatos que se consolidó como el primer partido en postulaciones dentro de la Mesa de la Unidad. De estos comicios el partido se alzó con 16 alcaldías y 271 concejales, de los cuales son 162 son principales y 109 suplentes.
El secretario general del partido, Henry Ramos Allup fue el presidente de la Asamblea Nacional durante el periodo 2016-2017, y actual vicepresidente de la Internacional Socialista. En 2018 anunció su separación de la alianza opositora Mesa de la Unidad Democrática (MUD), sin embargo permanece en dicha bancada parlamentaria. En las elecciones regionales de 2017, AD obtuvo la totalidad de gobernadores obtenidos por la oposición al chavismo —excluyendo al gobernador del Zulia de PJ que fue destituido— y 1.700.224 votos.

## Divisiones

### Movimiento de Izquierda Revolucionaria
AD como el resto de partidos venezolanos ha sufrido diversas escisiones a lo largo de su historia, siendo las más importantes la encabezada por los sectores juveniles radicales de izquierda que fundan el Movimiento de Izquierda Revolucionaria (MIR) de ideología marxista, que sería una de las principales fuerzas políticas que se lanzaría a la lucha guerrillera contra el sistema de partidos instaurado en 1958. 

### Partido Revolucionario de Integración Nacionalista
Posteriormente, sufriría una importante mas no masiva escisión encabezada por Raúl Ramos Giménez, dirigente del llamado sector “ARS” del partido, que al no lograr fortalecer su posición con miras a las elecciones de 1963, decide separarse y armar la candidatura de su líder por separado con un partido denominado AD-Oposición que luego se transformaría en Partido Revolucionario de Integración Nacionalista (PRIN). 

### Movimiento Electoral del Pueblo
La más sensible de las divisiones se viviría al acercarse las elecciones del año 1968, cuando el sector dirigido por Luis Beltrán Prieto Figueroa a la sazón secretario general de la agrupación y Jesús Ángel Paz Galarraga, se marchan al no lograr la nominación presidencial adeca. Es así como nace el Movimiento Electoral del Pueblo (MEP, el ala socialista no marxista de AD), que si bien no logra el triunfo electoral, al dividir la votación socialista democrático ocasiona que AD, el partido oficialista, perdiera el poder frente a Rafael Caldera y COPEI.

### Movimiento de Apertura y Participación Nacional
Igualmente se pueden citar corrientes internas vividas a partir de la década de 1970 que se han hecho notorias, una liderada por Pérez, otra por Luis Piñerúa Ordaz, siendo el segundo más conservador. En 1997 empieza un nuevo periodo de escisiones del partido blanco, como es el caso de Movimiento de Apertura y Participación Nacional fundado por Carlos Andrés Pérez con disidentes del ala más librecambrista de AD como plataforma electoral del expresidente con miras a las elecciones parlamentarias de noviembre de 1998.
Igualmente, en 1998, Claudio Fermín exalcalde de Caracas y excandidato presidencial al ser expulsado del partido, conforma la agrupación Renovación (después denominada Encuentro Nacional), con la que presentaría su candidatura a las elecciones presidenciales de diciembre de ese año, que el mismo se encargaría de retirar al no alcanzar logros importantes en las previas parlamentarias de noviembre. 

### Alianza Bravo Pueblo
En 2000 Antonio Ledezma quien fue alcalde del Municipio Libertador de Caracas, creó otro grupo denominado Alianza Bravo Pueblo (ABP) también con disidentes, en este caso el ala más conservadora. Otros sectores del partido se separaron después fundando el Grupo Socialista demócratico, ala socialista demócratico del partido enfrentada a Henry Ramos Allup, que después se fusionó con el partido Vamos (conformado por exmiembros del Movimiento al Socialismo), resultando finalmente el nuevo partido Polo Democrático (absorbido en el año 2007 por Un Nuevo Tiempo).

### Un Nuevo Tiempo
Además, algunos líderes y dirigentes adecos se han pasado a otros partidos como es el caso de Liliana Hernández primero a ABP, luego junto a Leopoldo Martínez Nucete, quien había fungido como jefe de la Unidad de Independientes con AD en 1998 y parte del Equipo para la elaboración del nuevo programa del partido, a Primero Justicia hasta que en el año 2007 junto con Alfonso Marquina (exdiputado en la Asamblea Nacional por AD, en el periodo 2000-2005) se unen a Un Nuevo Tiempo (UNT), partido a su vez fundado en 1999 por Manuel Rosales, también como una división de AD en el estado Zulia.

### Movimiento Regional de Avanzada
En 2001 igualmente un sector de AD del estado Nueva Esparta se separó también del partido y crearon el Movimiento Regional de Avanzada (MRA).

## Intervención judicial de 2020

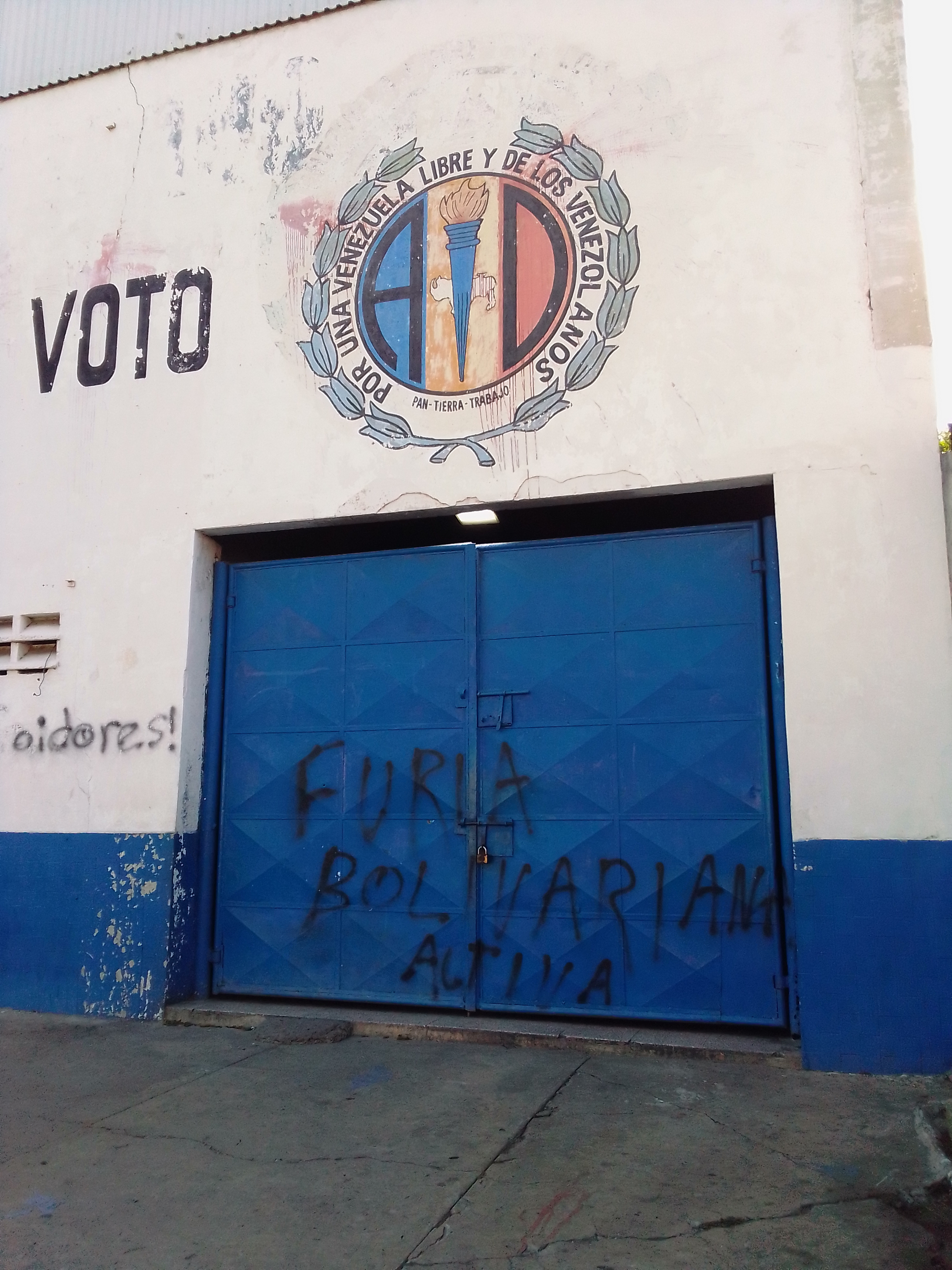
Sede de Acción Democrática en la ciudad de Barcelona vandalizada con un grafiti de la Furia Bolivariana.

El 15 de junio de 2020 el Tribunal Supremo de Justicia suspendió la junta directiva del partido para designar una mesa directiva ad hoc presidida por José Bernabé Gutiérrez, días después de que su hermano José Luis Gutiérrez fuera designado por el TSJ como rector del Consejo Nacional Electoral. Bernabé fue expulsado del partido al día siguiente.
Luego de que se realizaran las elecciones regionales en noviembre de 2021, la junta directiva ad hoc señaló a Henry Ramos Allup de ser el "responsable" de la derrota electoral sufrida, luego de que este presentara candidaturas "alternas" a la organización. Cabe destacar que la directiva legitima del partido instó a los militantes a votar por la tarjeta de la Mesa de la Unidad Democrática, indicando que su tarjeta fue secuestrada.

## Estructura organizativa

### Sectorde jure
| Cargo                                           | Nombre                  |
| ----------------------------------------------- | ----------------------- |
| Presidenta                                      | Isabel Carmona de Serra |
| Vicepresidente                                  | Edgar Zambrano          |
| Secretario General Nacional                     | Henry Ramos Allup       |
| Secretario Nacional de Organización             | Piero Maroún            |
| Secretario Sindical Nacional                    | Andrea Parra            |
| Secretario Agrario Nacional                     | Adonay Ochoa            |
| Secretario Juvenil Nacional                     | Víctor Vargas (E)       |
| Secretaria Nacional de Educación                | Lilia de Rivera         |
| Secretario Nacional de Profesionales y Técnicos | Manuel Rojas Pérez      |
| Secretario Nacional de Asuntos Minicipales      | Nelson Guillén          |
| Secretaria Nacional de Acción Femenina          | Oneida Guaipe (E)       |
| Secretaria Nacional de Cultura                  | Blanca de Benaim        |
| Secretario de Asuntos Internacionales           | Maurice Poler           |
| Secretario Político Nacional                    | Luis Aquiles Monero     |
| Secretario Político Nacional                    | Pierro Maroun           |
| Secretario Político Nacional                    | Williams Dávila         |
| Secretaria Política Nacional                    | Lustay Franco           |

### Sectorad-hoc
:
| Cargo                                                   | Nombre                    |
| ------------------------------------------------------- | ------------------------- |
| Presidente honorario                                    | Leomagno Flores           |
| Presidente                                              | Rubén Limas               |
| 1er Vicepresidente                                      | Roberto Sánchez Fortoul   |
| 2do Vicepresidente                                      | Rafael Nicolás Sifontes   |
| 3er Vicepresidente                                      | Oskarina González         |
| 4to Vicepresidente                                      | William Lizardo           |
| 5to Vicepresidente                                      | Manuel Mora Izarra        |
| 6to Vicepresidente                                      | Olide Herrera             |
| Secretario General Nacional                             | José Bernabé Gutiérrez    |
| Secretario Nacional de Organización                     | Nixon Maniglia            |
| Secretario de Asuntos Laborales y Sindicales            | Miguel Ángel Marante      |
| Secretario de Asuntos Agropecuarios y Biodiversidad     | Eligio Pérez Roa          |
| Secretaria Juvenil Nacional                             | Anyelith Tamayo           |
| Secretario Nacional de Educación                        | Luis Marín                |
| Secretaria Nacional de Cultura, Deporte y Turismo       | Renny Alejandro Bonalde   |
| Secretario Nacional de Profesionales y Técnicos         | Alberto Betancourt        |
| Secretario de Asuntos Minicipales y Comunales           | José Gregorio Ruiz        |
| Secretaria de Acción Femenina, Familia y Gestión Social | Fairuz Harayli            |
| Secretario de Asuntos Internacionales                   | Pedro Rojas Chirinos      |
| Secretario de Pueblos Indígenas                         | Tulio Gudiño              |
| Secretario de Medio Ambiente y Asuntos Ecológicos       | Negal Morales Llovera     |
| Secretario de Ciencia, Tecnología e Innovación          | Feniel Antonio Girón      |
| Secretario de Paz, Justicia y Derechos Humanos          | Jesús Eduardo Brito       |
| Secretario Político                                     | Orangel Salas Borges      |
| Secretario Político                                     | Myriam Do Nascimento      |
| Secretario Político                                     | Carlos Gustavo Granadillo |
| Secretario Político                                     | Luis Sánchez Gómez        |

## Resultados electorales

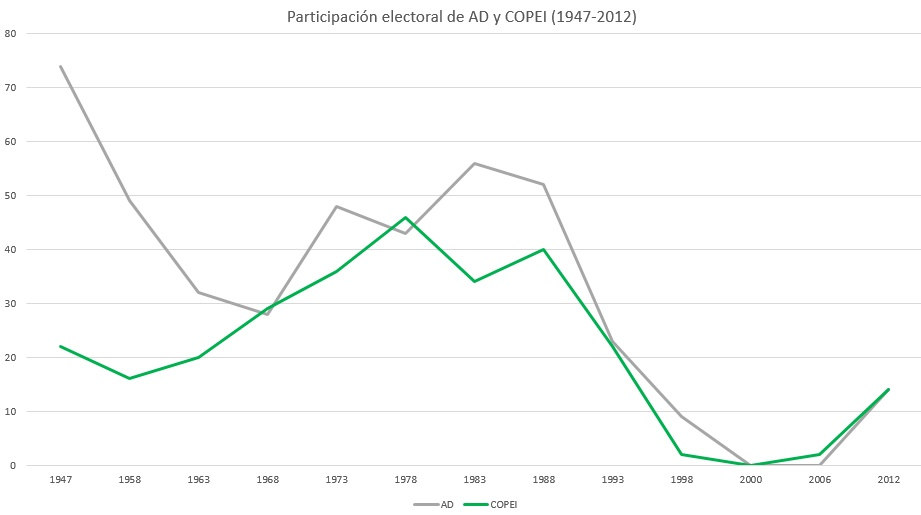
Rendimiento electoral de Acción Democrática y Copei desde 1947 hasta 2012.

### Elecciones presidenciales
|  | 9.49 % |

|  | 74.47 % |

|  | 49.18 % |

|  | 32.81 % |

|  | 28.24 % |

|  | 48.70 % |

|  | 43.31 % |

|  | 56.71 % |

|  | 52.89 % |

|  | 23.60 % |

|  | 9.05 % |

|  | 44.31 % |

|  | 49.12 % |

|  | 1.24 % |

|  | En coalición con otros partidos |

### Elecciones regionales
|  | 39,74 % |

|  | 27,81 % |

|  | 34,51 % |

|  | 28,28 % |

|  | 17,51 % |

|  | 10,75 % |

|  | 7,23 % |

|  | 16,89 % |

|  | 4,84 % |

|  | 15,40 % |

|  | 4,03 % |

|  | 55,34 % |

*Elecciones extraordinarias en el estado Barinas, tras la inhabilitación del candidato electo Freddy Superlano en 2021.

### Elecciones municipales
| Año  | Alcaldías obtenidas | +/-         |
| ---- | ------------------- | ----------- |
| 1989 | 152/269             | Sin cambios |
| 1995 | 194/328             | Sin cambios |
| 2000 | 91/335              | 103         |
| 2004 | 39/332              | 52          |
| 2008 | 16/328              | 23          |
| 2010 | 0/11                | 16          |
| 2013 | 6/335               | 6           |
| 2017 | 9/335               | 3           |
| 2021 | 22/335              | 13          |

### Elecciones parlamentarias
| Año  | # de votos                                  | % de votos                    | Cámara de Diputados           | +/-                           | Senado                    | +/-                       |
| ---- | ------------------------------------------- | ----------------------------- | ----------------------------- | ----------------------------- | ------------------------- | ------------------------- |
| 1946 | 1.099.601                                   | 78.43%                        | 137/160                       | Sin cambios                   | Legislatura Unicameral    | Legislatura Unicameral    |
| 1947 | 838.526                                     | 70.84%                        | 83/110                        | 54                            | 38/46                     | Sin cambios               |
| 1952 | No participó                                | No participó                  | No participó                  | No participó                  | No participó              | No participó              |
| 1958 | 1.275.973                                   | 49.45%                        | 73/132                        | 10                            | 32/51                     | 6                         |
| 1963 | 936.124                                     | 32.7%                         | 66/179                        | 7                             | 22/47                     | 10                        |
| 1968 | 939.759                                     | 25.6%                         | 66/214                        | Sin cambios                   | 19/52                     | 3                         |
| 1973 | 1.955.439                                   | 44.4%                         | 102/200                       | 36                            | 28/47                     | 9                         |
| 1978 | 2.096.512                                   | 39.7%                         | 88/199                        | 14                            | 21/44                     | 7                         |
| 1983 | 3.284.166                                   | 49.9%                         | 113/200                       | 25                            | 28/44                     | 7                         |
| 1988 | 3.123.790                                   | 43.3%                         | 97/201                        | 16                            | 22/46                     | 6                         |
| 1993 | 1.099.728 (Diputados) 1.165.322 (Senadores) | 23.3% 24.1%                   | 55/203                        | 42                            | 16/50                     | 6                         |
| 1998 | 1.195.751 (Diputados) 1.246.567 (Senadores) | 24.1% 24.4%                   | 62/207                        | 6                             | 21/54                     | 5                         |
| 2000 | 718.148                                     | 16.11%                        | 33/165                        | 28                            | Legislaturas Unicamerales | Legislaturas Unicamerales |
| 2005 | 8.000                                       | 0.2%                          | 0/167                         | 33                            | Legislaturas Unicamerales | Legislaturas Unicamerales |
| 2010 | 1.321.830 (Nominal)                         | 8.0%                          | 14/165                        | 14                            | Legislaturas Unicamerales | Legislaturas Unicamerales |
| 2015 | Sin datos                                   | Sin datos                     | 25/167                        | 11                            | Legislaturas Unicamerales | Legislaturas Unicamerales |
| 2020 | No participó (sector de jure)               | No participó (sector de jure) | No participó (sector de jure) | No participó (sector de jure) | Legislaturas Unicamerales | Legislaturas Unicamerales |
| 2020 | 433.113 (sector judicializado)              | 6.95%                         | 11/277                        | 14                            | Legislaturas Unicamerales | Legislaturas Unicamerales |

## Autoridades

### Presidentes de la República

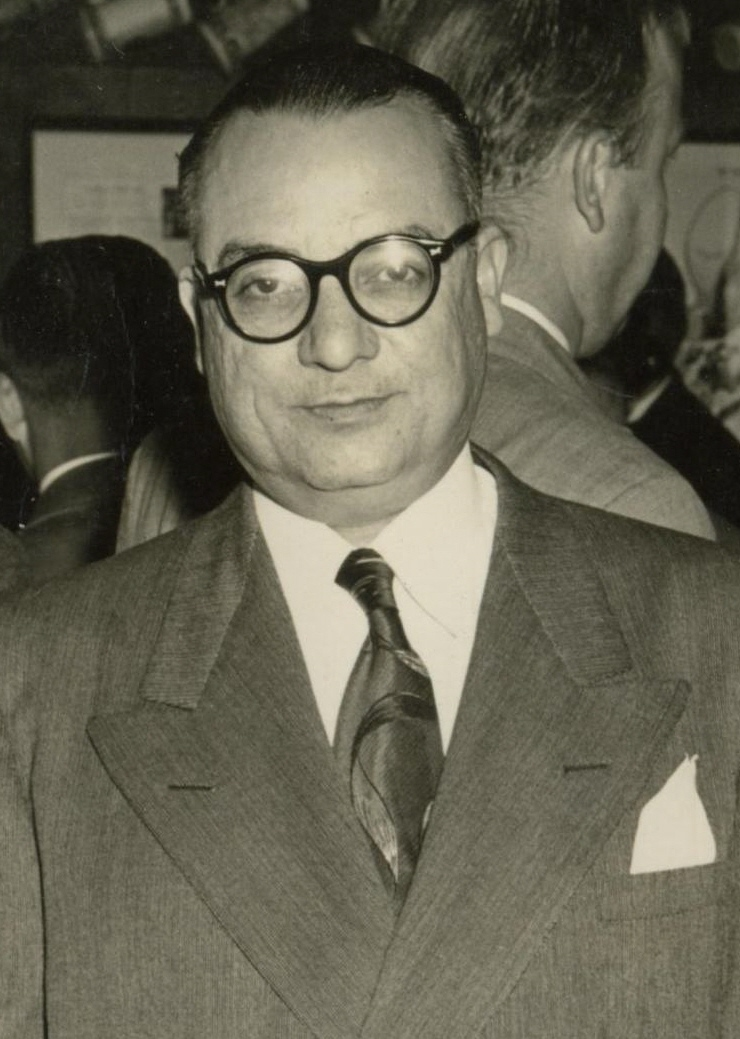
Rómulo Betancourt 1945-1948, 1959-1964
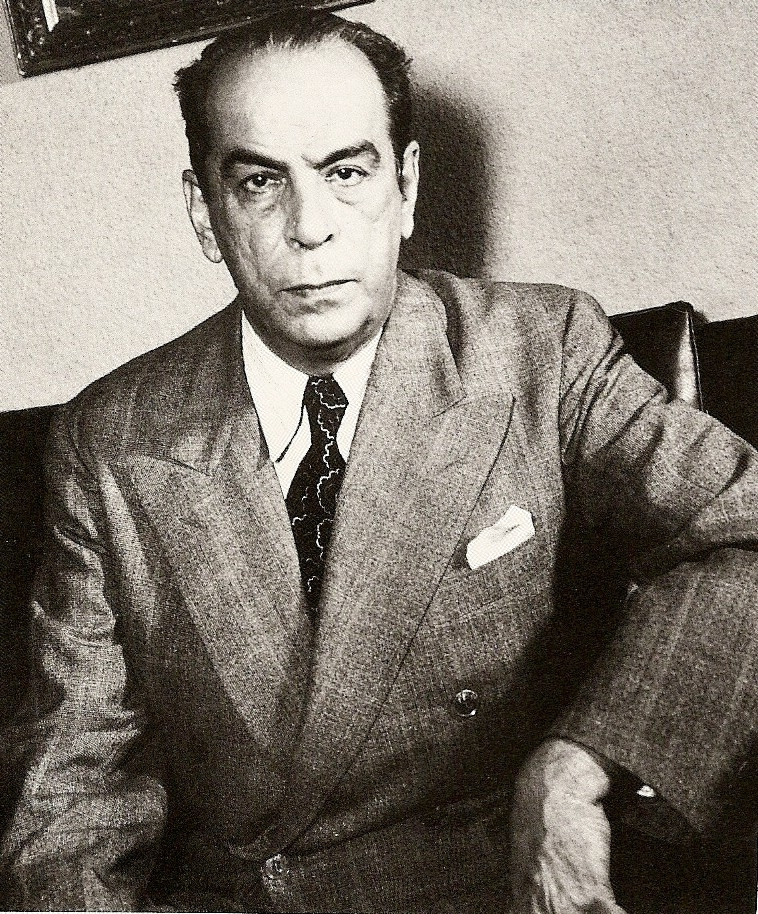
Rómulo Gallegos 1948
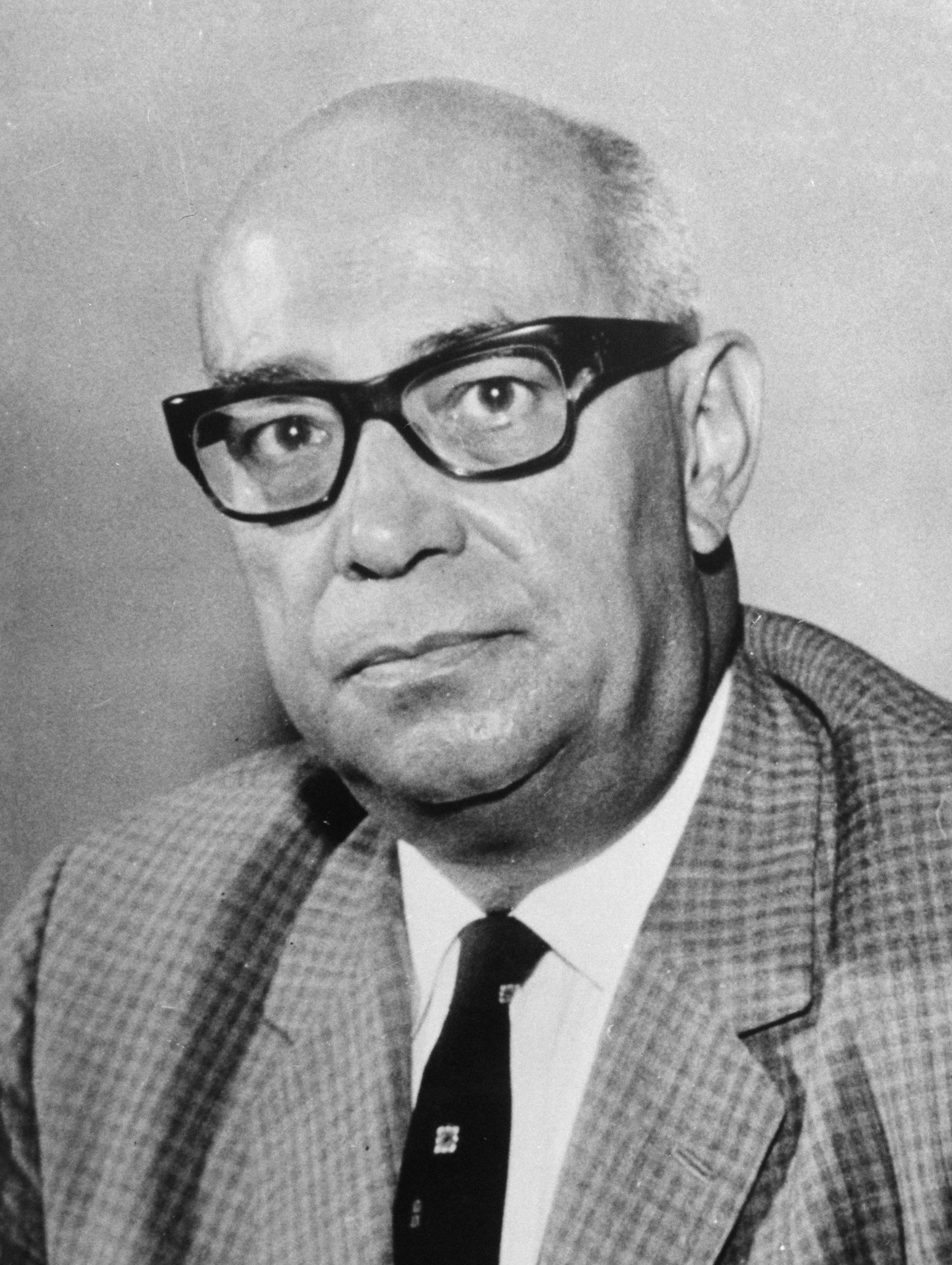
Raúl Leoni 1964-1969
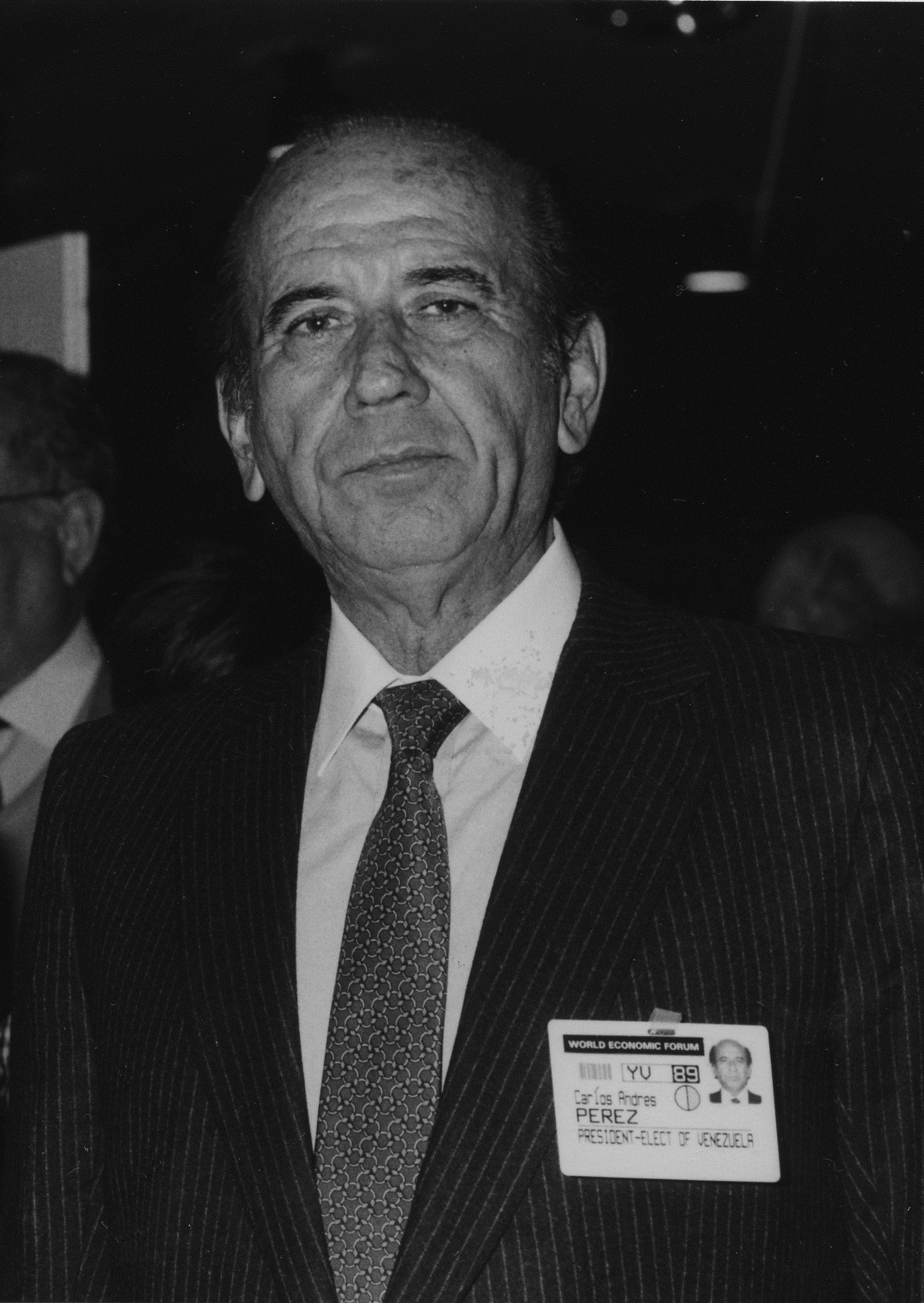
Carlos Andrés Pérez 1974-1979, 1989-1993
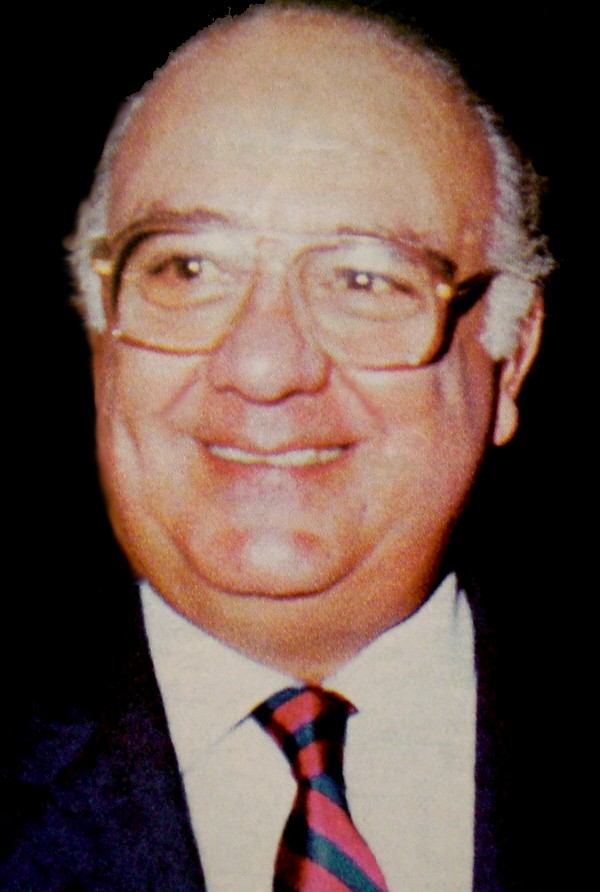
Jaime Lusinchi 1984-1989
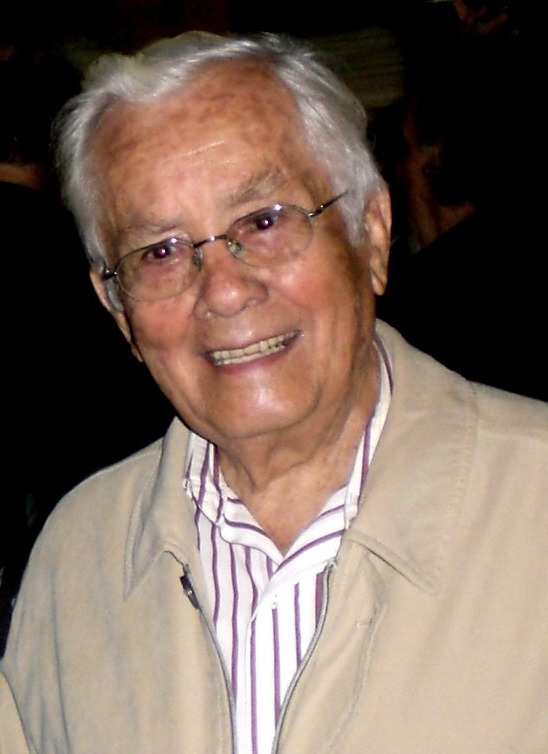
Octavio Lepage 1993
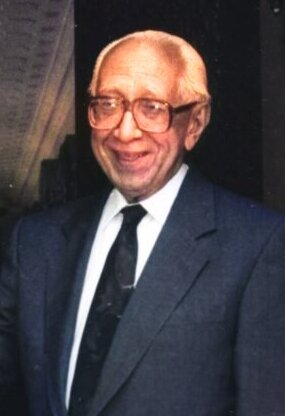
Ramón J. Velásquez